# اسودون ولا
اسودون ولا (به لاتین: Asweddunwela) یک منطقهٔ مسکونی در سری‌لانکا است که در استان مرکزی (سری‌لانکا) واقع شده‌است.